# Calamovilfa arcuata
Calamovilfa arcuata är en gräsart som beskrevs av K.E.Rogers. Calamovilfa arcuata ingår i släktet Calamovilfa och familjen gräs. Inga underarter finns listade i Catalogue of Life.